# Arch Linux ARM
Arch Linux ARM – port dystrybucji Arch Linux dla procesorów ARM. Jego filozofią projektowania jest „prostota i pełna kontrola dla użytkownika końcowego” i podobnie jak nadrzędny system operacyjny Arch Linux, ma być bardzo uniksopodobny. Ten cel minimalizmu i pełnej kontroli użytkownika może jednak uczynić Arch Linuksa trudnym dla początkujących użytkowników Linuksa, ponieważ wymaga większej wiedzy i odpowiedzialności za system operacyjny.

## Historia i rozwój
Arch Linux ARM jest oparty na Arch Linux, który jest minimalistyczną dystrybucją Linuksa wydaną po raz pierwszy 11 marca 2002 r. Pomysł stworzenia jednego, oficjalnego portu Arch Linux dla urządzeń z procesorami ARM zrodził się z członków zespołów programistów Arch Linux PlugApps i ArchMobile, w szczególności Mike Staszel, który założył projekt Arch Linux ARM.
Kevin Mihelich jest obecnie głównym programistą Arch Linux ARM. Arch Linux ARM jest opracowywany przez społeczność, a rozwój oprogramowania i wsparcie użytkownika są zapewniane w całości przez wolontariuszy i darowizny. Ponadto, w przeciwieństwie do innych systemów operacyjnych wspieranych przez społeczność, takich jak Ubuntu, Arch Linux ARM ma stosunkowo niewielką bazę użytkowników, co sprawia, że udział użytkowników w rozwoju jest szczególnie ważny.
Arch Linux ARM ma cykl wydawniczy rolling release, tzn. nowe oprogramowanie jest pakowane w momencie wydania. Ten „najnowszy” cykl wydawania małych, częstych aktualizacji pakietów różni się od cykli wydawniczych dystrybucji Linuksa, takich jak Debian, które koncentrują się na dużych, zaplanowanych wydaniach pakietów, pewnych jako stabilne.

## Wsparcie
W przeciwieństwie do Arch Linux, który jest przeznaczony dla procesorów x86-64, Arch Linux ARM jest przeznaczony dla niskiej i wysokiej klasy procesorów ARM. Na niższej klasie jest wsparcie dla platform ARMv5, takich jak komputery Plug PC i oparte na OXNAS Pogoplugi ARMv6. Arch Linux ARM obsługuje także wiele komputerów jednopłytkowych, takich jak Raspberry Pi i BeagleBoard.
Na wyższej klasie jest wsparcie dla:
- Platformy Cortex-A8 pierwszej generacji ARMv7, takie jak BeagleBoard lub Cubieboard
- Platformy Cortex-A9 i Tegra drugiej generacji ARMv7, takie jak PandaBoard lub TrimSlice[17]
- Platformy Cortex-A7 i Cortex-A15 trzeciej generacji ARMv7, takie jak Cubieboard2, Odroid XU, Samsung Chromebook (seria 3), Samsung Chromebook 2 lub Raspberry Pi 2
- 64-bitowe platformy Cortex-A53 i Cortex-A72 z obsługą ARMv8, takie jak Odroid C2 i N2, Acer Chromebook R13 lub Raspberry Pi 3 i 4.

Arch Linux ARM może jednak działać na dowolnym urządzeniu obsługującym zestawy instrukcji ARMv5te, ARMv6h, ARMv7 lub ARMv8.
Lista oficjalnie obsługiwanych platform znajduje się na stronie Platformy archlinuxarm.org (ang.). Aby uzyskać listę nieoficjalnych, wspieranych przez społeczność urządzeń, zobacz Forum Urządzeń Wspieranych przez Społeczność (ang.).

## Odbiór
Arch Linux ARM zyskał popularność jako lekka dystrybucja Linuksa, a w 2014 r. Zyskał popularność wśród hobbystów komputerów jednopłytkowych. Arch Linux ARM jest również znany z dobrego wsparcia społeczności.